# Langenholdinghausen

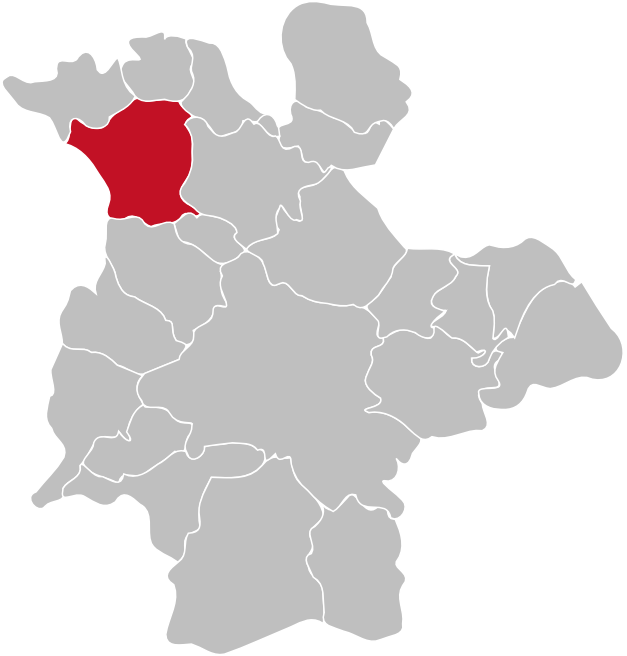
Os bairros da cidade de Siegen e a localização de Langenholdinghausen (em vermelho)

Langenholdinghausen é um bairro (Stadtteil) da cidade de Siegen, na Alemanha. Ele se localiza no vale do córrego Birlenbach, no noroeste da cidade.
O mais antigo documento a mencionar Langenholdinghausen - então uma aldeia independente - data de 1° de maio de 1227, quando a localidade se chamava "Holdinkusin". Há, no entanto, provas de que o lugar já era habitado desde os séculos VII ou VIII. Até 1° de julho de 1966, Langenholdinghausen era um município independente que pertencia à associação de municípios (Amt) de Freudenberg. Com a reforma territorial válida a partir desta data, a localidade foi incorporada à cidade de Hüttental, a qual, por sua vez, com a reforma territorial de 1° de janeiro de 1975, foi incorporada à cidade de Siegen.
O bairro encontra-se no distrito municipal (Stadtbezirk) I (Geisweid) da cidade de Siegen e faz fronteira com as seguintes localidades: ao norte, com os bairros de Meiswinkel e Buchen; a nordeste, com o bairro de Sohlbach; a leste, com o bairro de Geisweid; a sudeste, com o bairro de Birlenbach; ao sul, com o bairro de Trupbach; a oeste, com a cidade de Freudenberg. Langenholdinghausen contava com uma população de 1 956 habitantes em 31 de dezembro de 2015.